# المجموعة الفردانية H
المجموعة الفردانية H1 (H-M69) وفئاته الفرعية تُعد أحد أكثر المجموعات الفردانية انتشارًا بين السكان في منطقة جنوب آسيا، ولا سيما السليل H1a1. وفرع أساسي من H-M52، H1a1a (H-M82)، يوجد بشكل شائع بين الغجر، الذين نشأوا في جنوب آسيا وهاجروا إلى الشرق الأوسط وأوروبا، في بداية الألفية الثانية تقريبًا، وشعب الخمير الذين وقعوا تحت تأثير السكان الهنود. ويتركز الفرع الأساسي الأكثر ندرة H3 (Z5857) أيضًا في جنوب آسيا.
ومع ذلك، يبدو أن الفرع الرئيسي H2 (P96) قد تم العثور عليه في مستويات متفرقة في المقام الأول في أوروبا وغرب آسيا منذ عصور ما قبل التاريخ. تم العثور عليه في بقايا العصر الحجري الحديث قبل الفخار، وهي ثقافة العصر الحجري الحديث المتمركزة في بلاد ما بين النهرين العليا والشام، والتي يعود تاريخها إلى ق. 10,800– ق. 8,500 آلاف سنة مضت، وأيضًا ثقافة الفخار الخطي اللاحقة وأيبيريا من العصر الحجري الحديث. من المحتمل أن H2 دخل أوروبا خلال العصر الحجري الحديث مع انتشار الزراعة. ويتكون توزيعها الحالي من حالات فردية مختلفة منتشرة في جميع أنحاء أوروبا وغرب آسيا اليوم.

## الانتشار الحديث

### H1a

#### جنوب آسيا
H-M69 شائع بين سكان بنغلاديش والهند وسريلانكا ونيبال وباكستان، مع انخفاض في الترددات على مستوى أفغانستان. أعلى تكرار للسُّلالة H موجود في المجموعات القبلية مثل 87% بين كوراجا، 70% بين كويا و 62% بين غوندي. الترددات العالية لـ H-M69 موجودة في الهند، في كل من الطوائف الدرافيديونية والهندو آرية (32.9%). في العاصمة البنغلاديشية دكا (35.71%)، وH-M52 بين كلاش (20.5%) في باكستان.
توجد السُّلالة H عادةً بين السكان الهندو آريين والدرافيديون والقبائل (الهندية وكذلك الباكستانية) في شبه القارة الهندية. في أوروبا، يوجد في الغالب بين الغجر، الذين ينتمون في الغالب (بين 7٪ و 50٪) إلى الفئة الفرعية H1a (M82).

#### الغجر
السُّلالة H-M82 هي مجموعة سلالات رئيسية بين الغجر، وخاصة غجر البلقان، والذين يمثلون حوالي 60% من الذكور. تم أيضًا الإبلاغ عن حذف بمقدار 2 نقطة أساس في موضع M82 الذي يحدد هذه السُّلالة في ثلث الذكور من سكان الغجر التقليديين الذين يعيشون في بلغاريا وإسبانيا وليتوانيا. يدعم ارتفاع معدل انتشار المجموعة الفردانية لكروموسوم Y الخاصة بآسيا H-M82 أصلهم الهندي وفرضية عدد صغير من المؤسسين المتباعدين عن مجموعة عرقية واحدة في الهند (جريشام وآخرون 2001).
تظهر الدراسات المهمة دخولًا محدودًا للمجموعة الفردانية النموذجية لكروموسوم Y الغجر H1 في العديد من المجموعات الأوروبية، بما في ذلك حوالي 0.61% في ألبان غيج و2.48% في ألبان توسك.

### H2
H2 (H-P96)، والذي يتم تعريفه بواسطة سبعة فروع متعددة مثل P96، وM282، وL279، وL281، وL284، وL285، وL286 - هو الفرع الرئيسي الوحيد الموجود بشكل رئيسي خارج جنوب آسيا. تم إعادة تصنيف H2، الذي كان يُسمى سابقًا F3، على أنه ينتمي إلى المجموعة الفردانية H نظرًا لمشاركة العلامة M3035 مع H1. على الرغم من وجوده في العديد من العينات القديمة، إلا أنه نادرًا ما يتم العثور عليه في المجموعات السكانية الحديثة عبر غرب أوراسيا.

### H3
H3 (Z5857) مثل H1، تتمركز أيضًا في الغالب في جنوب آسيا، وإن كان بترددات أقل بكثير.
مثل الفروع الأخرى لـ H، ونظرًا لتصنيفها من إطار زمني حديث، لم يتم العثور على السُّلالة H3 بشكل واضح في الدراسات السكانية الحديثة. من المحتمل أن تكون العينات التي تنتمي إلى H3 تحمل علامة F*.  في اختبار المستهلك، تم العثور عليه بشكل أساسي بين الهنود الجنوبيين والسريلانكيين، ومناطق أخرى من آسيا مثل الجزيرة العربية أيضًا. 

## روابط خارجية
- مشروع الأنساب الهندي